# GOFAI
인공지능 철학에서 GOFAI(오래된 인공지능, Good Old-Fashioned Artificial Intelligence)는 신경망, 상황 로봇, 좁은 기호 AI 또는 신경-기호 AI와 같은 다른 접근 방식과 반대되는 고전적인 기호 AI이다.
이 용어는 철학자 존 하우겔란트가 1985년 저서 《인공지능: 바로 그 아이디어》에서 만들었다.
하우겔란트는 다음 두 가지 질문에 답하기 위해 이 용어를 만들었다.
- GOFAI는 기계에서 인간 수준의 인공지능을 생산할 수 있는가?
- GOFAI는 뇌가 지능을 나타내는 주요 방법인가?

AI 창시자 허버트 사이먼은 1963년에 이 두 질문에 대한 답이 "그렇다"라고 추측했다. 그의 증거는 그가 공동으로 작성한 논리 이론가 및 제너럴 프라블럼 솔버와 같은 프로그램의 성능과 인간 문제 해결에 대한 그의 심리 연구였다.
1950년대와 60년대의 AI 연구는 지적 역사에 엄청난 영향을 미쳤다. 그것은 인지 혁명을 고무시켰고, 인지 과학이라는 학문 분야의 설립으로 이어졌으며, 계산주의, 기능주의 및 윤리학에서의 인지주의에 대한 철학적 이론과 인지주의 및 인지심리학에 대한 심리학적 이론의 본질적인 예가 되었다. 이 혁명을 이끈 AI 연구의 특정 측면은 하우겔란트가 "GOFAI"라고 불렀던 것이다.

## 서구 합리주의
하우겔란트는 GOFAI를 서양 철학의 합리론 전통 안에 위치시킨다. 이 전통은 추상적인 이성이 "가장 높은" 능력이며, 그것이 인간을 동물과 분리시키는 것이고, 그것이 우리 지능의 가장 본질적인 부분이라고 주장한다. 이 가정은 플라톤과 아리스토텔레스, 윌리엄 셰익스피어, 토머스 홉스, 데이비드 흄과 존 로크에게 존재했으며, 계몽시대, 1930년대 논리실증주의자, 1960년대 계산주의자와 인지주의자에게 중요했다. 셰익스피어가 쓴 것처럼:
인간이란 얼마나 멋진 작품인가, 이성에 있어서는 얼마나 고귀하고, 능력에 있어서는 얼마나 무한한가... 이해력에 있어서는 얼마나 신과 같은가, 세상의 아름다움, 동물의 전형.

1960년대의 기호 AI는 논리적 연역, 대수학, 기하학, 공간 추론 및 목표-수단 분석을 포함한 고수준 추론 과정을 성공적으로 시뮬레이션할 수 있었으며, 이 모든 것은 인간이 추론할 때 사용했던 것과 똑같은 정확한 영어 문장으로 이루어졌다. 철학자, 심리학자 및 AI 연구자들을 포함한 많은 관찰자들은 그들이 지능의 본질적인 특징을 포착했다고 확신하게 되었다. 이것은 단순히 오만이나 추측이 아니라, 합리론에 의해 수반되는 것이었다. 만약 그것이 사실이 아니라면, 그것은 서양 철학 전통 전체의 상당 부분을 의문시하게 만든다.
대륙 철학은 프리드리히 니체, 에드문트 후설, 마르틴 하이데거 등을 포함하여 합리론을 거부하고 우리의 고수준 추론이 제한적이고 오류에 취약하며, 우리의 능력 대부분은 우리의 직관, 문화, 그리고 상황에 대한 본능적인 감각에서 비롯된다고 주장했다. 이 전통에 익숙한 철학자들은 휴버트 드라이퍼스와 하우겔란트처럼 GOFAI와 그것이 지능에 충분하다는 주장을 처음으로 비판했다.

## 하우겔란트의 GOFAI
철학, 심리학 또는 AI 연구 분야에서 하우겔란트의 입장을 비판하고 지지하는 사람들은 "GOFAI"를 정확하게 정의하기 어렵다고 생각했으며, 따라서 문헌에는 다양한 해석이 존재한다. 예를 들어, 드루 맥더못은 하우겔란트의 GOFAI 설명을 "비논리적"이라고 보며 GOFAI가 "신화"라고 주장한다.
하우겔란트는 “모든 GOFAI 이론에 필수적인 주장”의 철학적 함의를 고찰하기 위해 GOFAI라는 용어를 만들었다. 그는 그 주장을 다음과 같이 열거했다.

1. 사물을 지능적으로 다루는 우리의 능력은 그것들에 대해 합리적으로 생각하는 우리의 능력(잠재의식적 사고 포함)에 기인한다.
2. 사물을 합리적으로 생각하는 우리의 능력은 내부의 "자동적인" 기호 조작 능력에 해당한다. — Haugeland (1985, 113쪽)

이것은 1963년 허버트 사이먼과 앨런 뉴얼이 제안한 물리적 기호 시스템 가설의 충분한 측면과 매우 유사하다.
"물리적 기호 시스템은 일반 지능적 행동을 위한 필요충분한 수단을 갖는다."— Newell & Simon (1976, 116쪽)

또한 휴버트 드라이퍼스의 "심리학적 가정"과도 유사하다.
"마음은 형식적인 규칙에 따라 정보 비트를 조작하는 장치로 볼 수 있다."— Dreyfus (1979, 157쪽)

하우겔란트의 GOFAI에 대한 설명은 기호를 조작하기 위한 일련의 명령에 의해 지배되는 기호 조작을 의미한다. 그가 언급하는 "기호"는 <cat> 및 <mat>와 같이 명확한 의미가 할당된 개별적인 물리적 사물이다. 이는 신호, 또는 식별되지 않은 숫자, 또는 식별되지 않은 숫자의 행렬, 또는 디지털 기계의 0과 1을 의미하지 않는다. 따라서 하우겔란트의 GOFAI에는 사이버네틱스, 퍼셉트론, 동적 계획법 또는 제어이론과 같은 "오래된" 기술이나 신경망 또는 서포트 벡터 머신과 같은 현대 기술은 포함되지 않는다.
이 질문들은 GOFAI가 일반 지능에 충분한지 묻는다. 즉, 완전한 지능형 기계를 만드는 데 다른 어떤 것도 필요하지 않은지 묻는다. 따라서 하우겔란트의 GOFAI에는 신경-기호 AI와 같이 기호 AI를 다른 기술과 결합한 시스템은 포함되지 않으며, 특정 문제만을 해결하도록 설계되었고 일반 지능을 보일 것으로 예상되지 않는 좁은 기호 AI 시스템도 포함되지 않는다.

## 답변

### AI 과학자들의 답변
스튜어트 J. 러셀과 피터 노빅은 휴버트 드라이퍼스와 존 하우겔란트를 언급하며 다음과 같이 썼다.
그들이 비판했던 기술은 오래된 인공지능(GOFAI)이라고 불리게 되었다. GOFAI는 가장 단순한 논리 에이전트 설계에 해당한다... 그리고 우리는... 적절한 행동의 모든 우발적 상황을 필요충분한 논리적 규칙 세트에 포착하는 것이 실제로 어렵다는 것을 알았다. 우리는 그것을 자격 문제라고 불렀다.
1980년대 이후의 후속 기호 AI 연구는 확률적 추론, 비단조 추론, 기계 학습과 같은 개방형 영역에 대해 보다 견고한 접근 방식을 통합했다.
현재 대부분의 AI 연구자들은 딥 러닝, 그리고 더 나아가 신경-기호 접근 방식의 통합(신경-기호 AI)이 일반 지능에 필요할 것이라고 믿는다.

## 참고 문헌
- Haugeland, John (1985), 《Artificial Intelligence: The Very Idea》, Cambridge, Mass: MIT Press, ISBN 0-262-08153-9
- Boden, Margaret (2014), 〈GOFAI〉,   Keith Frankish; William M. Ramsay, 《The Cambridge Handbook of Artificial Intelligence》, Cambridge University Press, 89–107쪽, ISBN 9781139046855, Good Old-Fashioned AI – GOFAI, for short – is a label used to denote classical, symbolic, AI. The term “AI” is sometimes used to mean only GOFAI, but that is a mistake. AI also includes other approaches, such as connectionism (of which there are several varieties: see Chapter 5), evolutionary programming, and situated and evolutionary robotics.
- Segerberg, Krister; Meyer, John-Jules; Kracht, Marcus (Summer 2020), 〈The Logic of Action〉,   Zalta, Edward N., 《The Stanford Encyclopedia of Philosophy》, [T]here is a tradition within AI to try and construct these systems based on symbolic representations of all relevant factors involved. This tradition is called symbolic AI or ‘good old-fashioned’ AI (GOFAI).
- Newell, Allen; Simon, H. A. (1963), 〈GPS: A Program that Simulates Human Thought〉,   Feigenbaum, E.A.; Feldman, J., 《Computers and Thought》, New York: McGraw-Hill
- Touretzky, David S.; Pomerleau, Dean A. (1994), “Reconstructing Physical Symbol Systems”, 《Cognitive Science》 18 (2): 345–353, doi:10.1207/s15516709cog1802_5
- Nilsson, Nils (2007),  Lungarella, M., 편집., “The Physical Symbol System Hypothesis: Status and Prospects” (PDF), 《50 Years of AI, Festschrift, LNAI 4850》 (Springer), 9–17쪽
- Russell, Stuart J.; Norvig, Peter. (2021). 《Artificial Intelligence: A Modern Approach》 4판. Hoboken: Pearson. ISBN 9780134610993. LCCN 20190474.
- Dreyfus, Hubert (1979), 《What Computers Still Can't Do》, New York: MIT Press.
- Newell, Allen; Simon, H. A. (1976), “Computer Science as Empirical Inquiry: Symbols and Search”, 《Communications of the ACM》 19 (3): 113–126, doi:10.1145/360018.360022